# Леонид (Самуилов)
Архиепи́скоп Леони́д (в миру Лукиан Григорьевич Самуилов или Самойля; 21 июня 1921, Слава-Русэ, Румыния — 17 января 2002, Славский Успенский монастырь, Слава-Русэ, Румыния) — епископ Русской православной старообрядческой церкви в Румынии, архиепископ Славский (1981—2000).

## Биография
Родился 21 июня 1921 года в деревне Слава-Русэ. С раннего детства был связан со Славским Успенским монастырём. Из-за своей несомненной веры он поступил в монастырь в качестве помощника, но уже фактически вёл монашескую жизнь. Во время Второй мировой войны он служил в армии, но как только война закончилась, он вернулся в монастырь.
21 ноября 1951 года в день празднования Архангелов Михаила и Гавриила, епископом Владимиром он был поставлен в чтеца и певца для монастыря. 8 ноября 1953 года в церкви Димитрия Солунского села Слава Черкесская был рукоположен в диакона митрополитом Тихоном  (Качалкиным). 28 августа 1972 года был возведён в протодиакона епископом Амвросием и оставался протодиаконом до смерти Амвросия.
В 1981 году был избран для рукоположения во епископа Славского, после чего 10 октября 1981 года рукоположен в сан священника и принял монашеский постриг с именем Леонид. 23 октября 1981 года архиепископом Иоасафом (Тимофеи) был рукоположен в сан епископа Славского.
Он был первым епископом монастыря, который начал напряженную работу по архивированию данных о монастыре и связанных с ним событиях, организовал фотогалерею всех старообрядческих архиереев, митрополитов, когда-либо живших на румынской территории.
Будучи епископом Славским, участвовал в рукоположении двух митрополита Тимона (Гаврилова), митрополита Леонтия (Изота), епископов Иосифа, Софрония и Афанасия, Иустина; рукоположил двух архимандритов, десять диаконов и ряд священников, проводил монашеские постриги.
В июне 2000 года ушёл на покой, после чего проживал в Успенском Славском монастыре, где и скончался 17 января 2002 года. Погребён в монастырском некрополе рядом с вторым епископом Славским Аркадием.